# 3 grosze 1796 Borussiae
3 grosze 1796 Borussiae – moneta trzygroszowa bita w Berlinie i Wrocławiu w roku 1796 na stopę menniczą zbliżoną polskiej z 1766 r., o identycznych parametrach jak moneta 3 grosze 1796 bita dla Prus Południowych.

## Awers
W centralnym części umieszczono popiersie Fryderyka Wilhelma II z prawego profilu, dookoła napis: „FRIDERICUS•WILHELM•BORUSS•REX”.

## Rewers
Na owalnej tarczy zwieńczonej koroną umieszczono orła pruskiego, wokół tarczy wieniec, pod nim znak mennicy – literka A albo B, dookoła napis: „GROSSUS•BORUSSIAE•TRIPLEX•”, a po nim rok bicia – 1796.

## Opis
Moneta była bita w miedzi, w mennicach w Berlinie (literka A) i we Wrocławiu (literka B). Stopień rzadkości poszczególnych odmian przedstawiono w tabeli:
| Nominał  | Rok  | Nazwa na rewersie | Znak mennicy | Mennica | Stopień rzadkości | Liczba egzemplarzy | Uwagi                                                                |
| -------- | ---- | ----------------- | ------------ | ------- | ----------------- | ------------------ | -------------------------------------------------------------------- |
| 3 grosze | 1796 | BORUSSIAE         | A            | Berlin  | R8                | 2–3                | istnieją monety z napisem na rewersie BORUSS•MERID zamiast BORUSSIAE |
| 3 grosze | 1796 | BORUSSIAE         | B            | Wrocław | R8                | 2–3                | istnieją monety z napisem na rewersie BORUSS•MERID zamiast BORUSSIAE |

Moneta pod każdym względem, z wyjątkiem nazwy prowincji na rewersie – BORUSSIAE zamiast BORUSS MERID, jest identyczna z monetą trzygroszową wybitą w tym samym roku i w tych samych mennicach dla Prus Południowych. Ze względu na upływ czasu i całkowity brak jakichlolwiek oficjalnych informacji z mennic w Berlinie i we Wrocławiu jak również z odpowiedniego ministerstwa pruskiego, rozstrzygnięcie kwestii przeznaczenia tej monety jest w XXI w. niewykonalne. Część kolekcjonerów uznaje ją jako monetę początkowego, tzn. omyłkowego bicia dla Prus Południowych, inni twierdzą, że była przeznaczona dla Prus Wschodnich i Prus Zachodnich. Podobny dylemat dotyczy rzadkiej półgroszówki (R6) bitej w tym samym roku we Wrocławiu, gdzie zamiast BORUSS MERID jest napis REGNI BORUSS.
Ponieważ Prusy Zachodnie utworzone w 1773 r., będące w unii monetarnej z Prusami Wschodnimi, były ziemiami zabranymi I Rzeczypospolitej w 1772 r., częścią Prus Wschodnich utworzonych w 1772 r. była Warmia, odebrana I Rzeczypospolitej w wyniku tego samego rozbioru, a Prusy Południowe zostały utworzone z ziem drugiego i trzeciego rozbioru pruskiego, moneta 3 grosze 1796 Borussiae ma swoje miejsce w numizmatyce polskiej.

Praktycznie taki sam dylemat istnieje dla bardzo rzadkich (R8) trzygroszówek z 1816 roku bitych dla Wielkiego Księstwa Poznańskiego w mennicach w Berlinie i Wrocławiu, gdzie zamiast GR.HERZ. POSEN  jest napis PREUSS.